# Falki (rejon wilejski)
Falki (biał. Фалькі, ros. Фальки) – wieś na Białorusi, w obwodzie mińskim, w rejonie wilejskim, w sielsowiecie Wiazyń.

## Historia
W czasach zaborów wieś włościańska w powiecie wilejskim, w guberni wileńskiej Imperium Rosyjskiego. W 1866 roku liczyła 107 mieszkańców w 10 domach.
W latach 1921–1945 wieś leżała w Polsce, w województwie wileńskim, w powiecie wilejskim, w gminie Wiazyń.
Według Powszechnego Spisu Ludności z 1921 roku zamieszkiwało tu 249 osób, wszystkie były wyznania prawosławnego. Jednocześnie 2 mieszkańców zadeklarowało polską, 246 białoruską a 1 rusińską przynależność narodową. Było tu 46 budynków mieszkalnych. W 1931 w 47 domach zamieszkiwał 267 osób.
Wierni należeli do parafii prawosławnej w Wiazyniu. Miejscowość podlegała pod Sąd Grodzki w Ilii i Okręgowy w Wilnie; właściwy urząd pocztowy mieścił się w Wiazyniu.
W wyniku napaści ZSRR na Polskę we wrześniu 1939 miejscowość znalazła się pod okupacją sowiecką. 2 listopada została włączona do Białoruskiej SRR. Od czerwca 1941 roku pod okupacją niemiecką. W 1944 miejscowość została ponownie zajęta przez wojska sowieckie i włączona do Białoruskiej SRR.
Od 1991 roku w składzie niepodległej Białorusi.